# Palmitoleïnezuur
Palmitoleïnezuur, of Z9-hexadeceenzuur, is een enkelvoudig onverzadigd vetzuur met zestien atomen koolstof in een onvertakte keten. De brutoformule is C16H30O2. De onverzadigde verbinding bevindt zich tussen het zevende en achtste koolstofatoom, te tellen vanaf het uiteinde van het molecule. Vandaar dat palmitoleïnezuur een ω-7-vetzuur is.
Palmitoleïnezuur komt, in veresterde vorm, voor in dierlijke weefsels, vooral in de lever. Het is ook een bestanddeel van veel plantaardige en dierlijke vetten en oliën; onder meer de olie van macadamianoten en duindoornbessen bevat er veel van.
De verzadigde vorm van palmitoleïnezuur is palmitinezuur. De biosynthese van palmitoleïnezuur gebeurt door het enzym delta-9-desaturase dat palmitinezuur omzet in palmitoleïnezuur.